# Stavros Zurukzoglu
Stavros Zurukzoglu (Esmirna, 5 de abril de 1896 – Berna, 26 de novembro de 1966) foi um médico grego radicado na Suíça.

## Vida e obra
Zurukzoglu foi livre-docente na Universidade de Berna. Ele publicou 82 textos no total, principalmente bacteriológico-serológicas ou social-higienistas eugenistas. Era um defensor fervente da cultura grega. Hoje é conhecido sobretudo como higienista racial; porém, textos sobre higiene racial representam apenas uma pequena parte de sua obra, que abrange diversos temas, entre os quais a prevenção do alcoolismo e a microbiologia. No contexto da eugenia, Zurukzoglu apoiou a internação, esterilização e castração de pessoas qualificadas como “inferiores” (minderwertig). Teve uma influência notável no discurso da eugenia dos anos 1940 na Suíça. O seu livro mais conhecido é Biologische Probleme der Rassehygiene und die Kulturvölker (“Problemas biológicos da higiene racial e os povos civilizados”).

## Literatura secundária
- Gottfried Ernst-Albert Gustav Rosenow: Der Stand der Eugenikdebatte in der Schweiz 1938: Das Werk „Verhütung erbkranken Nachwuchses“, Basel 1938. Tese de doutorado, Universidade de Berna, 1990 OCLC 79234898
- Beatrice Ziegler: Verhinderte Wissenschaft? Universität und Eugenik in der Schweiz am Beispiel der Laufbahn von Stravros Zurukzoglu in Bern. Apresentação no Colóquio interdisciplinar sobre psiquiatria e eugenia nos séculos XIX e XX, Centro Stefano Franscini, Monte Verità, Ascona, do 17 ao 22 de fevereiro de 2002.
- Carmen Andrea Pfortmüller: Hygieniker zwischen Prophylaxe und Selektion: Stavros Zurukzoglu – Die rassenhygienischen Ansichten des späteren Professors für Hygiene an der Universität Bern, anhand des Werkes „Biologische Probleme der Rassehygiene und die Kulturvölker“, 1925. Tese de doutorado em história da medicina, Universidade de Berna, 2007. OCLC 603226308
- Sevasti Trubeta: Anthropological Discourse and Eugenics in Interwar Greece. In: Marius Turda, Paul J. Weindling (org.): Eugenics and Racial Nationalism in Central and Southeast Europe, 1900–1940. Central European University Press, Budapeste 2007, p. 123–144. ISBN 978-963-7326-77-6